# Législature d'État des États-Unis

Contrôle partisan des Sénats des États en 2018.
Démocrates
Républicains
Popular Democrats
New Progressives
Législature non partisane

Contrôle partisan des chambres basses des États en 2018.
Démocrates
Républicains
Gouvernement de coalition entre démocrates, républicains et indépendants, avec le président de la chambre qui est indépendant
Popular Democrats
New Progressives
Législature non partisane

La législature d'État (en anglais, State legislature) est l'institution législative dont est dotée chacun des États américains.
Chaque État fédéré possède un gouvernement composé d'une branche exécutive (dirigé par un gouverneur), d'une branche législative et d'une branche judiciaire. Ils reproduisent en cela les trois branches du gouvernement fédéral, mais sans que cela n'ait été une obligation, la constitution américaine n'imposant qu'un statut de république.
Le nom officiel de la législature varie suivant les États. Dans vingt-quatre, la législature est appelée Législature de l'État (State Legislature) tandis que dans dix-neuf autres, elle est appelée Assemblée générale (General Assembly). Au  Massachusetts et au New Hampshire, la législature est appelée la Cour générale (General Court) tandis qu'au Dakota du Nord et en Oregon leur nom est Assemblée législative (Legislative Assembly). Le terme de Congrès est réservé au Congrès des États-Unis.

## Composition
Tous les États, à l'exception du Nebraska, ont une législature bicamérale. Dans toutes ces législatures, la plus petite des deux chambres est appelée Sénat et correspond à la chambre haute. La plus grande chambre, correspondant à la chambre basse, est appelée Chambre des représentants (House of Representatives) dans 41 États. Cinq États la désignent sous le nom d'Assemblée (Assembly) et trois autres sous le nom de Chambre des délégués (House of Delegates). Il est comptabilisé 7 386 sièges pour 99 chambres. Ce nombre peut être complété avec les 189 sièges pour les chambres des territoires et de Washington DC.
En général, c'est le Sénat qui a le pouvoir de confirmer les nominations faites par le gouverneur (à l'image du Sénat américain pour les nominations faites par le Président des États-Unis) et de juger les procédures d'impeachment. Dans quelques États, c'est un Conseil exécutif séparé (Executive Council) composé de membres élus de grands districts qui confirme ses nominations. Les membres des Sénats représentent plus de citoyens (plus grandes circonscriptions) et sont élus pour plus longtemps, en général un mandat de quatre ans. Les membres de Chambre des représentants ou similaires, plus nombreux qu'au Sénat, servent habituellement pour un mandat de deux ans. En général, cette chambre a le pouvoir exclusif d'initier les législations fiscales et de lancer les procédures d'impeachment.
Les législatures d'État ont un pouvoir de surpasser l'éventuel veto du gouverneur, par une vote de majorité qualifiée ou de super-majorité (les deux-tiers ou trois-cinquièmes pour 44 États, les autres requièrent seulement la majorité simple). En 2023, 29 législatures d'État ont la caractéristique d'avoir un même parti contrôlant les deux chambres avec la super-majorité. 
Jusqu'aux arrêts de la Cour suprême des États-Unis Reynolds v. Sims et Baker v. Carr dans les années 1960, les bases de la représentation de la plupart des législatures d'État américain étaient copiées sur celles du Congrès des États-Unis :  les membres de la plus petite chambre (Sénat) représentaient la géographie (souvent les comtés) et les membres de la plus grande chambre (Chambre des représentants ou similaires) représentaient la population. Ainsi en Californie, le comté de Los Angeles avec près de 6 millions d'habitants avait un sénateur comme le comté d'Alpine, le moins peuplé de Californie (1 204 habitants en 2020). En 1962, la Cour suprême  annonça une règle « une personne, un vote » et invalida les représentations des législatures basées sur la géographie. La règle « Une personne, un vote » ne s'applique pas au Sénat des États-Unis, ou chaque État quelle que soit sa population élit deux sénateurs, car la composition de cette chambre est inscrite dans la Constitution des États-Unis d'Amérique.
Les législatures siègent dans le capitole des différentes capitales des États américains.

## Fonctions et influence
En tant que branche législative du gouvernement, une législature accomplit généralement les mêmes tâches pour un État que le Congrès au niveau fédéral et, en règle générale, le système dit de « checks and balances » qui existe au niveau fédéral se retrouve au niveau des législatures, du détenteur de l'exécutif et de l'autorité judiciaire, bien que les degrés de séparation varient d'un État à un autre.
Durant une session législative, la législature considère les éléments présentés soit par ses membres soit par le gouverneur. Les groupes d'intérêts font pression sur la législature pour obtenir une législation bénéfique, vaincre des mesures perçues comme non favorables ou influencer les autres actions législatives. Une législature approuve aussi le budget de l'État dont le projet peut provenir d'une proposition législative ou par soumission du gouverneur.
D'après l'Article V de la Constitution des États-Unis, les législateurs retiennent le pouvoir de ratifier les amendements constitutionnels qui ont été proposés par le Congrès et ils ont aussi la capacité de demander au Congrès la réunion d'une convention nationale pour proposer directement un amendement constitutionnel aux États pour une ratification. D'après l'Article II, les législatures d'États choisissent la manière de désigner les électeurs présidentiels de l'État, mais depuis 2022, il est précisé que ces législatures ne peuvent pas aller contre la volonté électorale. Anciennement, les législatures des États désignaient les sénateurs des États-Unis de leurs États respectifs jusqu'à la ratification du XVIIe amendement en 1913 qui requit une élection directe des Sénateurs par les électeurs de l'État.

## Aspect de la fonction de législateur d'État
Dans la plupart des États, une nouvelle législature se réunit le mois de janvier de l'année impaire suivant l'élection des membres de la chambre la plus nombreuse. Les périodes durant lesquelles les législatures restent en session varient. Dans les États où les législatures sont considérées à temps partiels, une session peut durer plusieurs mois ; là où elles sont considérées à temps plein, les sessions peuvent durer une année avec des pauses périodiques pour permettre de travailler dans les districts.
Beaucoup de législateurs d'État se rencontrent chaque année à la réunion annuelle, ainsi qu'à d'autres occasions, de la Conférence nationale des Législatures d'État, dont le siège est à Denver (Colorado) et un bureau pour défendre ses intérêts à Washington (district de Columbia). L’American Legislative Exchange Council, une organisation conservatrice se centrant sur les législatures d'État, a aussi une réunion annuelle attirant beaucoup de législateurs.

## Détail des législatures

### Résumé
| Législature                                          | 2019-2021 |
| ---------------------------------------------------- | --------- |
| Législatures dominées par le Parti démocrate         | 18        |
| Législatures dominées par le Parti républicain       | 30        |
| Législatures partagées entre deux partis (Minnesota) | 1         |
| Législature non partisane (Nebraska)                 | 1         |
| Total                                                | 50        |

« Législature partagée » signifie soit qu'une des deux chambres a un parti majoritaire différent de l'autre (par exemple un sénat à majorité démocrate et une chambre basse à majorité républicaine), soit que l'une des chambres est elle-même divisée entre deux partis, soit encore qu'une coalition détient la chambre.
Dans plusieurs États, le parti qui contrôle la législature peut ne pas être celui qui remporte l'État aux élections présidentielles. De même, du fait du jeu politique, un parti détenant la majorité numérique dans une chambre peut être contraint à partager ou céder le pouvoir à d'autres partis à cause des coalitions informelles.
Le tableau ci-dessous montre pour 2017-2019 le total des États en fonction du contrôle de leur gouvernement.
| Gouvernement contrôlé par le Parti démocrate                       | 6  |
| Gouvernement contrôlé par le Parti républicain                     | 25 |
| Gouverneur démocrate et législature contrôlée par les Républicains | 6  |
| Gouverneur républicain et législature contrôlée par les Démocrates | 7  |
| Gouverneur indépendant et législature partagée                     | 1  |
| Gouverneur démocrate / législature partagée                        | 3  |
| Gouverneur républicain / législature partagée                      | 1  |
| Officiellement non partisan (Nebraska)                             | 1  |
| Total                                                              | 50 |

### Les législatures par État
| État                 | Nom                   | Chambre basse                    | Chambre basse                     | Chambre basse                    | Chambre haute                    | Chambre haute                     | Chambre haute | Site                                      |
| État                 | Nom                   | Nom                              | Rapport de force entre les partis | Mandat                           | Nom                              | Rapport de force entre les partis | Mandat        | Site                                      |
| -------------------- | --------------------- | -------------------------------- | --------------------------------- | -------------------------------- | -------------------------------- | --------------------------------- | ------------- | ----------------------------------------- |
| Alabama              | Législature           | Chambre des représentants        | R 72-33                           | 4                                | Sénat                            | R 26-8 et 1 ind.                  | 4             | Alabama Legislature                       |
| Alaska               | Législature           | Chambre des représentants        | Coalition (R 3-D 16-I-2) 16       | 2                                | Sénat                            | R 14-6                            | 4             | Alaska Legislature                        |
| Arizona              | Législature           | Chambre des représentants        | R 34-26                           | 2                                | Sénat                            | R 17-13                           | 2             | Arizona Legislature                       |
| Arkansas             | Assemblée générale    | Chambre des représentants        | R 73-27                           | 2                                | Sénat                            | R 26-9                            | 4             | Arkansas General Assembly                 |
| Californie           | Législature           | Assemblée de l'État              | D 55-25                           | 2                                | Sénat                            | D 26-14                           | 4             | California State Legislature              |
| Caroline du Nord     | Assemblée générale    | Chambre des représentants        | R 74-26                           | 2                                | Sénat                            | R 35-15                           | 2             | North Carolina General Assembly           |
| Caroline du Sud      | Assemblée générale    | Chambre des représentants        | R 80-44                           | 2                                | Sénat                            | R 28-18                           | 4             | South Carolina General Assembly           |
| Colorado             | Assemblée générale    | Chambre des représentants        | D 37-28                           | 2                                | Sénat                            | R 18-17                           | 4             | Colorado General Assembly                 |
| Connecticut          | Assemblée générale    | Chambre des représentants        | D 79-72                           | 2                                | Sénat                            | D 18-18                           | 2             | Connecticut General Assembly              |
| Dakota du Nord       | Assemblée législative | Chambre des représentants        | R 69-25                           | 4                                | Sénat                            | R 35-12                           | 4             | North Dakota Legislative Assembly         |
| Dakota du Sud        | Législature           | Chambre des représentants        | R 50-19 et 1 ind.                 | 2                                | Sénat                            | R 30-5                            | 2             | South Dakota Legislature                  |
| Delaware             | Assemblée générale    | Chambre des représentants        | D 26-16                           | 2                                | Sénat                            | D 10-10 et 1 vac.                 | 4             | Delaware General Assembly                 |
| Floride              | Législature           | Chambre des représentants        | R 79-41                           | 2                                | Sénat                            | R 25-15                           | 4             | Florida Legislature                       |
| Géorgie              | Assemblée générale    | Chambre des représentants        | R 118-62                          | 2                                | Sénat                            | R 38-18                           | 2             | Georgia General Assembly                  |
| Hawaï                | Législature           | Chambre des représentants        | D 45-6                            | 2                                | Sénat                            | D 25                              | 4             | Hawaï State Legislature                   |
| Idaho                | Législature           | Chambre des représentants        | R 59-11                           | 2                                | Sénat                            | R 29-6                            | 2             | Idaho Legislature                         |
| Illinois             | Assemblée générale    | Chambre des représentants        | D 67-51                           | 2                                | Sénat                            | D 37-22                           | 2 ou 4        | Illinois General Assembly                 |
| Indiana              | Assemblée générale    | Chambre des représentants        | R 70-30                           | 2                                | Sénat                            | R 31-9                            | 4             | Indiana General Assembly                  |
| Iowa                 | Assemblée générale    | Chambre des représentants        | R 59-41                           | 2                                | Sénat                            | R 29-20 et 1 ind.                 | 4             | Iowa General Assembly                     |
| Kansas               | Législature           | Chambre des représentants        | R 85-40                           | 2                                | Sénat                            | R 31-9                            | 4             | Kansas Legislature                        |
| Kentucky             | Assemblée générale    | Chambre des représentants        | R 64-36                           | 2                                | Sénat                            | R 27-11                           | 4             | Kentucky General Assembly                 |
| Louisiane            | Législature           | Chambre des représentants        | R 60-42 et 3 ind.                 | 4                                | Sénat                            | R 25-14                           | 4             | Louisiana State Legislature               |
| Maine                | Législature           | Chambre des représentants        | D 77-72 et 2 ind.                 | 2                                | Sénat                            | R 18-17                           | 2             | Maine Legislature                         |
| Maryland             | Assemblée générale    | Chambre des délégués             | D 91-50                           | 4                                | Sénat                            | D 33-14                           | 4             | Maryland General Assembly                 |
| Massachusetts        | Court général         | Chambre des représentants        | D 125-35                          | 2                                | Sénat                            | D 34-6                            | 2             | Massachusetts General Court               |
| Michigan             | Législature           | Chambre des représentants        | R 63-47                           | 2                                | Sénat                            | R 27-11                           | 4             | Michigan Legislature                      |
| Minnesota            | Législature           | Chambre des représentants        | R 76-58                           | 2                                | Sénat                            | R 34-33                           | 2, 4, 4       | Minnesota Legislature                     |
| Mississippi          | Législature           | Chambre des représentants        | R 74-48                           | 4                                | Sénat                            | R 32-20                           | 4             | Mississippi Legislature                   |
| Missouri             | Assemblée générale    | Chambre des représentants        | R 117-46                          | 2                                | Sénat                            | R 25-9                            | 4             | Missouri General Assembly                 |
| Montana              | Législature de l'État | Chambre des représentants        | R 59-41                           | 2                                | Sénat                            | R 32-18                           | 4             | Montana State Legislature                 |
| Nebraska             | Législature           | Monocaméral et non partisan (49) | Monocaméral et non partisan (49)  | Monocaméral et non partisan (49) | Monocaméral et non partisan (49) | Monocaméral et non partisan (49)  | 4             | Nebraska Legislature                      |
| Nevada               | Législature           | Assemblée                        | D 27-15                           | 2                                | Sénat                            | D 11-10                           | 4             | Nevada Legislature                        |
| New Hampshire        | Court général         | Chambre des représentants        | R 222-177 et 1 vac.               | 2                                | Sénat                            | R 14-10                           | 2             | New Hampshire General Court               |
| New Jersey           | Législature           | Assemblée générale               | D 52-28                           | 2                                | Sénat                            | D 24-16                           | 2, 4, 4       | New Jersey Legislature                    |
| New York             | Législature           | Assemblée de l'État              | D 107-42 et 1 ind.                | 2                                | Sénat                            | Coalition (R 31-D 6) 26 16        | 2             | New York State Assembly York State Senate |
| Nouveau-Mexique      | Législature           | Chambre des représentants        | D 38-32                           | 2                                | Sénat                            | D 26-16                           | 4             | New Mexico Legislature                    |
| Ohio                 | Assemblée générale    | Chambre des représentants        | R 56-33                           | 2                                | Sénat                            | R 24-9                            | 4             | Ohio General Assembly                     |
| Oklahoma             | Législature           | Chambre des représentants        | R 75-26                           | 2                                | Sénat                            | R 42-6                            | 4             | Oklahoma Legislature                      |
| Oregon               | Assemblée législative | Chambre des représentants        | D 35-25                           | 2                                | Sénat                            | D 17-13                           | 4             | Oregon Legislative Assembly               |
| Pennsylvanie         | Assemblée générale    | Chambre des représentants        | R 122-81                          | 2                                | Sénat                            | R 34-16                           | 4             | Pennsylvania General Assembly             |
| Rhode Island         | Assemblée générale    | Chambre des représentants        | D 63-11 et 1 ind.                 | 2                                | Sénat                            | D 33-5                            | 2             | Rhode Island General Assembly             |
| Tennessee            | Assemblée générale    | Chambre des représentants        | R 74-25                           | 2                                | Sénat                            | R 28-5                            | 4             | Tennessee General Assembly                |
| Texas                | Législature           | Chambre des représentants        | R 94-56                           | 2                                | Sénat                            | R 20-11                           | 4             | Texas Legislature                         |
| Utah                 | Législature           | Chambre des représentants        | R 60-15                           | 2                                | Sénat                            | R 24-5                            | 4             | Utah State Legislature                    |
| Vermont              | Assemblée générale    | Chambre des représentants        | D 84-52, 7 pro. et 7 ind.         | 2                                | Sénat                            | D 21-7 et 2 pro.                  | 2             | Vermont General Assembly                  |
| Virginie             | Assemblée générale    | Chambre des délégués             | R 66-34                           | 2                                | Sénat                            | R 21-19                           | 4             | Virginia General Assembly                 |
| Virginie-Occidentale | Législature           | Chambre des délégués             | R 63-37                           | 2                                | Sénat                            | R 22-12                           | 4             | West Virginia Legislature                 |
| Washington           | Législature           | Chambre des représentants        | D 52-46                           | 2                                | Sénat                            | Coalition (R 24- D-1) 24          | 4             | Washington State Legislature              |
| Wisconsin            | Législature           | Assemblée de l'État              | R 64-35                           | 2                                | Sénat                            | R 20-13                           | 4             | Wisconsin Legislature                     |
| Wyoming              | Législature           | Chambre des représentants        | R 51-9                            | 2                                | Sénat                            | R 27-3                            | 4             | Wyoming Legislature                       |

### Autres législatures
| Autres législatures         | Nom                   | Chambre basse             | Chambre basse                     | Chambre basse | Chambre haute | Chambre haute                     | Chambre haute | Site                                       |
| Autres législatures         | Nom                   | Nom                       | Rapport de force entre les partis | Mandat        | Nom           | Rapport de force entre les partis | Mandat        | Site                                       |
| --------------------------- | --------------------- | ------------------------- | --------------------------------- | ------------- | ------------- | --------------------------------- | ------------- | ------------------------------------------ |
| District of Columbia        |                       |                           |                                   |               |               |                                   |               |                                            |
| Washington D.C.             | Conseil               | Conseil                   | 11 D 2 Ind.                       | 4             |               |                                   |               | Council of the District of Columbia        |
| Législatures territoriales  |                       |                           |                                   |               |               |                                   |               |                                            |
| Guam                        | Législature           | Législature               | D 8-7                             | 2             |               |                                   |               | Legislature of Guam                        |
| Îles Mariannes du Nord      | Législature           | Chambre des représentants | R 12-4 Cov. 4-1 ind.              | 2             | Sénat         | Coal. 6-3                         | 4             | Northern Marianas Commonwealth Legislature |
| Îles Vierges des États-Unis | Législature           | Législature               | D 9-4 ICM 2 ind.                  | 2             |               |                                   |               | Legislature of the Virgin Islands          |
| Porto Rico                  | Assemblée législative | Chambre des représentants | NPP 32–18 PDP                     | 4             | Sénat         | NPP 17–9 PDP et 1 ind.            | 4             | Legislative Assembly of Puerto Rico        |
| Samoa américaines           | Fono                  | Chambre des représentants | non partisan (20)                 | 2             | Sénat         | non partisan (18)                 | 4             | Fono                                       |

### Légende
| Couleur  | Nom                                     | Abréviation | Notes |
| -------- | --------------------------------------- | ----------- | --- |
|          | Parti démocrate                         | D           | Parti national majeur; dispose de « sous-parti » au niveau local |
|          | Parti républicain                       | R           | Parti national majeur; dispose de « sous-parti » au niveau local |
|          | Minnesota Democratic-Farmer-Labor Party | DFL         | Parti du Minnesota affilié au Parti démocrate |
|          | North Dakota Democratic-NPL Party       | D-NPL       | Parti du Dakota du Nord affilié au Parti démocrate |
| [Aucune] | Coalition au pouvoir                    | Coal.       | Au Sénat de l'Alaska il s'agit d'une coalition de démocrates et de républicain. Au Sénat des îles Mariannes du Nord il s'agit d'une coalition de covenants, de démocrates, et d'ndépendants. |
|          | Parti de la Constitution                | C           | Parti minoritaire ; représenté au Montana |
|          | Parti progressiste du Vermont           | P           | Parti minoritaire de niveau local opérant au Vermont |
|          | Parti Covenant                          | Cov.        | Parti territorial minoritaire opérant uniquement aux îles Mariannes du Nord |
|          | Nouveau Parti progressiste              | NPP         | Parti territorial minoritaire opérant uniquement à Porto Rico |
|          | Popular Democratic Party                | PDP         | Parti territorial minoritaire opérant uniquement à Porto Rico |
|          | Parti indépendantiste portoricain       | PIP         | Parti territorial minoritaire opérant uniquement à Porto Rico |
|          | Mouvement indépendant des citoyens      | ICM         | Parti territorial minoritaire opérant uniquement aux îles Vierges américaines |
| [Aucune] | Sans étiquette                          | Ind.        | Personnes élues sans le soutien d'un parti ou personnes qui ont quitté leur parti alors qu'ils étaient en fonction                                                                           |
| [Aucune] | Vacant                                  | Vac.        | Résignations, disqualifications, impeachments, expulsions et décès |